# Chelonus areolatus
Chelonus areolatus är en stekelart som beskrevs av Cameron 1906. Chelonus areolatus ingår i släktet Chelonus och familjen bracksteklar. Inga underarter finns listade i Catalogue of Life.